# Distrito de Sibiu
Sibiu es un distrito (județ) ubicado en la zona central de Rumania, en la región de Transilvania. Su superficie es de 5.432 km² y su población es de 421.724 habitantes (en 2002), con una densidad de 78 hab/km². 
La ciudad capital del distrito es la homónima Sibiu, que cuenta con una población de 171.535 hab.
Los rumanos representan un 90,6% de la población del distrito, mientras que la primera minoría está conformada por habitantes de origen húngaro (3,6% de los habitantes del distrito).

## Distritos vecinos
- Distrito de Braşov por el este.
- Distrito de Alba por el oeste.
- Distrito de Mureş por el norte.
- Distritos de Vâlcea e Argeş por el sur.

## Demografía
En el año 2002, la población del distrito ascendía a 421.724 habitantes, mientras que la densidad poblacional era de 78 hab/km². La composición de la población según su origen era la siguiente:
- Rumanos - 90,6% (o 382.061 hab)[1]
- Húngaros - 3,6% (o 15.344 hab.)
- Romaníes - 4,1% (or 17.125 hab.)
- Alemanes - 1,6% (o 6.554 hab.)
- Otros - 0,1% (o 640 hab.)

De acuerdo al credo:
- Ortodoxos - 88,9%
- Greco Católicos - 2,3%
- Reformistas - 2,0%
- Católicos - 1,5%
- Pentecostalistas - 1,1%
- Bautistas - 0,9%
- Otros - 3,3%

En términos de urbanización, Sibiu es el 5º distrito de Rumania con mayor población en zonas urbanas.
- Habitantes en zonas urbanas: 277.574 (o 65,8%)
- Habitantes en zonas rurales: 144.150 (o 34,2%)

Tradicionalmente, los alemanes conformaban la principal minoría en este distrito, pero esa situación se ha revertido en los últimos años.
La zona sur del distrito, en la región cercana a las montañas, tradicionalmente estuvo poblada mayoritariamente por rumanos (Mărginimea Sibiului). Al mismo tiempo, la zona norte se caracterizaba por el hecho de que convivían rumanos y alemanes, aunque la mayor parte de las villas sajonas han sido abandonadas al día de hoy. La población romaní, en su mayor parte originaria del sur del país, fue relocalizada cerca de los villorrios durante el período comunista, y desde entonces ha crecido en forma considerable.
| Año  | Población del distrito |
| ---- | ---------------------- |
| 1948 | 335,116                |
| 1956 | 372,687                |
| 1966 | 414,756                |
| 1977 | 481,645                |
| 1992 | 452,873                |
| 2002 | 421,724                |

## Geografía
El distrito tiene una extensión territorial de 5.432 km².
La zona sur de Sibiu se caracteriza por la presencia de los Montes Făgăraş, que pertenecen a los Cárpatos Rumanos del Sur, y cuyas altitudes superan los 2.500 m de altura. También se encuentran otros conjuntos montañosos pertenecientes a los Cárpatos Septentrionales, como los Montes Lotru y Cindrel, que junto a los Făgăraş ocupan un 30% del territorio del distrito.
El río Olt atraviesa Sibiu desde sus orígenes en la región montañosa, y representa una de las principales vías de comunicación entre Transilvania y Valaquia. En el norte del distrito se encuentra la Meseta de Transilvania.
Además del Olt, otros ríos de importancia en esta zona son el Cibin (afluente del anterior) y el Târnava en la parte norte de Sibiu.

## Economía
El distrito de Sibiu cuenta con una de las economías más dinámicas de Rumanía, al tiempo que es una de las regiones con mayor nivel de inversión extranjera en ese país.
Las industrias que predominan en el distrito incluyen:
- Industria de maquinarias y componentes automóviles.
- Industria alimentaria.
- Industria textil.
- Industria maderera.

El principal recurso natural del distrito es el gas natural, especialmente en la zona norte, en donde se encuentran algunas de las reservas más importantes del país.
Durante el período comunista, se establecieron en Copşa Mică dos complejos industriales que contaminaron fuertemente la zona con negro de carbón, metales pesados y otras sustancias químicas. Además de transformar la zona en una de las más contaminadas de Europa, esto trajo otras consecuencias como una esperanza de vida sensiblemente menor al resto del país. Hacia 1989, los complejos industriales fueron cerrando sus puertas y la región comenzó un proceso de paulatina recuperación.

## Turismo
Los principales destinos turísticos de este distrito son:
- La ciudad de Sibiu, con sus fortificaciones medievales y su centro histórico.
- La ciudad medieval de Mediaş.
- Las iglesias medievales sajonas fortificadas y villorrios de Transilvania, algunos de los cuales fueron declarados Patrimonio de la Humanidad por la Unesco:
  - Biertan. 
  - Valea Viilor.
  - Cisnădie.
  - Cisnădioara.
  - Slimnic.
  - Agnita.
- El Monasterio de Cârţa.
- Los Montes Făgăraş.
  - El Valle de Bâlea y el camino de Transfăgărăşan.
  - The Monte Negoiu.
- El resort de montaña de Păltiniş y los Montes Cindrel.
- Los balnearios de Ocna Sibiului, Bazna y Miercurea Sibiului.
- La zona rural de Mărginimea Sibiului.

## Divisiones administrativas
Municipalidades
- Mediaș
- Sibiu

Ciudades
- Agnita
- Avrig
- Cisnădie
- Copșa Mică
- Dumbrăveni
- Miercurea Sibiului
- Ocna Sibiului
- Săliște
- Tălmaciu

Comunas
- Alma
- Alțâna
- Apoldu de Jos
- Arpașu de Jos
- Ațel
- Axente Sever
- Bazna
- Bârghiș
- Biertan
- Blăjel
- Boița
- Brateiu
- Brădeni
- Bruiu
- Chirpăr
- Cârța
- Cârțișoara
- Cristian
- Dârlos
- Gura Râului
- Hoghilag
- Iacobeni
- Jina
- Laslea
- Loamneș
- Ludoș
- Marpod
- Merghindeal
- Micăsasa
- Mihăileni
- Moșna
- Nocrich
- Orlat
- Păuca
- Poiana Sibiului
- Poplaca
- Porumbacu de Jos
- Racovița
- Rășinari
- Râu Sadului
- Roșia
- Sadu
- Slimnic
- Șeica Mare
- Șeica Mică
- Șelimbăr
- Șura Mare
- Șura Mică
- Tilișca
- Târnava
- Turnu Roșu
- Valea Viilor
- Vurpăr